# David Dunlap
Pour les articles homonymes, voir Dunlap.
David Dunlap, né le 19 novembre 1910 à Napa (Californie) et mort le 16 décembre 1994 dans la même ville, est un rameur d'aviron américain.

## Palmarès

### Jeux olympiques
- Los Angeles 1932
  -  Médaille d'or en huit[1].